# Všešportový areál
Všešportový areál – nieistniejący już stadion piłkarski w Koszycach, na Słowacji. Istniał w latach 1976–2011. Mógł pomieścić 30 000 widzów. Swoje spotkania rozgrywali na nim piłkarze klubu 1. FC Košice, grywała na nim również reprezentacja Czechosłowacji i Słowacji.
Stadion został zainaugurowany 29 lutego 1976 roku. Gospodarzem obiektu byli piłkarze klubu 1. FC Košice (na przestrzeni lat pod różnymi nazwami). Na stadionie w roli gospodarza sześciokrotnie zagrała również reprezentacja Czechosłowacji i czterokrotnie 
reprezentacja Słowacji. Po sezonie 1996/97, w którym 1. FC Košice zdobył mistrzostwo kraju planowano przebudowę obiektu, w związku z czym klub przeniósł się na stadion Lokomotíva. Modernizacji ostatecznie jednak nie przeprowadzono i stadion okazał się zostać opuszczony na stałe, a niszczejącą arenę rozebrano jesienią 2011 roku.